# Erwin von Witzleben
Erwin von Witzleben (Breslau, 4 de diciembre de 1881 - Berlín, 8 de agosto de 1944) fue un mariscal de campo alemán durante la Segunda Guerra Mundial. Fue uno de los más notables conspiradores contra Hitler en los planes de un golpe de Estado en otoño de 1938 y en el complot del 20 de julio de 1944, donde estaba destinado para el puesto de comandante en jefe del ejército.

Pueden entregarnos al verdugo, pero dentro de tres meses el pueblo, asqueado y vejado, les pedirá cuentas y les arrastrará a todos ustedes entre la inmundicia de las calles.
Erwin von Witzleben al juez Roland Freisler, luego de su sentencia de muerte

## Inicios
Witzleben nació en Breslau (actualmente Breslavia, Polonia) en una familia de gran tradición militar. Su padre, Joachim Albein, era un reconocido militar. Asistió a las escuelas de cadetes de Wahlstatt y Lichterfelde. Ingresó en el ejército alemán en marzo de 1901 como teniente en el 7.º Regimiento de Granaderos.

### Primera Guerra Mundial
Al estallar la Primera Guerra Mundial, Witzleben fue nombrado adjunto de la 19.ª Brigada de Reserva. Sirvió en el frente occidental, ganando por ello la Cruz de Hierro. En 1917 asumió el mando de un batallón del 6.º Regimiento de Infantería. Al año siguiente llegó a ser oficial del Estado Mayor en la 108.ª División de Infantería.

### Entreguerras
Tras la guerra, Witzleben permaneció en la Reichswehr y en enero de 1921 le fue dado el mando de la 8.ª Compañía de Ametralladoras. Estuvo en el Estado Mayor del Wehrkreis IV (1922-1925), el 12.º Regimiento de Caballería (1925-1926) y la 3.ª Comandancia de Infantería (1926-1928). Posteriormente fue nombrado jefe del Estado Mayor del Wehrkreis IV (1929-1931) y comandante del 8.º Regimiento de Infantería (1931-1933).
En 1934, Witzleben fue ascendido a general de brigada y nombrado comandante del Wehrkreis III, substituyendo al general Werner von Fritsch, que había sido nombrado comandante en jefe del ejército.
Fuerte opositor de Adolf Hitler y su gobierno en la Alemania nazi, Witzleben se unió a Erich von Manstein, Wilhelm Leeb y Gerd von Rundstedt para solicitar una investigación militar tras el asesinato de Kurt von Schleicher en la noche de los cuchillos largos. Sin embargo, el ministro de Defensa, Werner von Blomberg, rechazó llevar a cabo tal investigación.
Witzleben se enfureció cuando su amigo el general Werner von Fritsch fue relevado como comandante en jefe del ejército bajo la acusación de homosexualidad. Se convirtió en un fanático antinazi, comenzando a considerar la posibilidad, junto a otros opositores al régimen como Ludwig Beck, Franz Halder, Wilhelm Canaris, Wolf von Helldorff, Kurt Hammerstein-Equord o Erich Hoepner, de dar un golpe de Estado militar contra Hitler.
La Gestapo tuvo conocimiento de estos planes, y en 1938 Witzleben fue forzado a aceptar un prematuro retiro del servicio activo.

## Segunda Guerra Mundial
Al iniciarse la Segunda Guerra Mundial, von Witzleben fue de nuevo llamado al frente y puesto al mando del I Ejército alemán en 1939, encomendándosele la invasión de Francia en mayo de 1940. Sus tropas atravesaron la Línea Maginot en junio de ese mismo año, ocupando rápidamente Alsacia y Lorena. Fue ascendido a mariscal de campo el 19 de julio de 1940 en la Ceremonia del Mariscal de Campo, junto con otros doce altos oficiales alemanes que habían tenido una destacada participación en las recientes campañas de Francia y Polonia. Witzleben se quedó en Francia como comandante en jefe del Grupo de Ejércitos D, encargado del teatro de operaciones occidental.
En 1942, tras el fracaso de la Operación Barbarroja, comenzó de nuevo a conspirar contra Hitler. La Gestapo, nuevamente informada de tales actividades, informó al Führer, que lo relevó de su cargo y le ordenó regresar a Alemania. Durante los dos años siguientes, Witzleben se refugió en su casa de campo.

## Atentado del 20 de julio de 1944 y ejecución

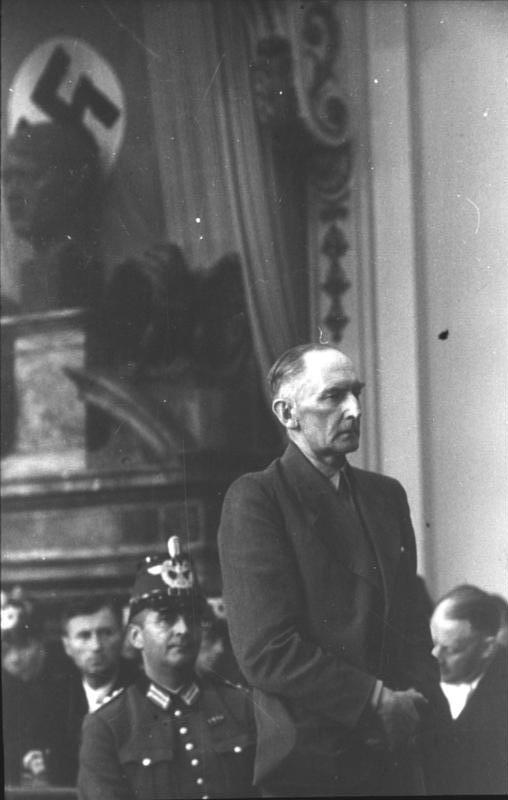
Erwin von Witzleben durante el juicio.

Witzleben mantuvo contacto con los demás conspiradores de la Wehrmacht y en 1944 participó activamente en la Operación Valquiria, el atentado ejecutado por Claus von Stauffenberg del 20 de julio. Después de que von Stauffenberg pusiera la bomba y los conspiradores creyeran que Hitler había muerto, Witzleben, que habría sido comandante en jefe de la Wehrmacht en el planeado gobierno posterior al golpe de Estado, llegó al cuartel general del Oberkommando des Heeres, en la Bendlerstraße (hoy Stauffenbergstraße) de Berlín, el 20 de julio de 1944, para asumir el mando de las fuerzas golpistas.
Fue arrestado al día siguiente y juzgado por el Volksgerichtshof (tribunal del pueblo) el 8 de agosto de 1944, siendo humillado durante el juicio al serle prohibido llevar cinturón y dentadura postiza por el juez nazi Roland Freisler.
Fue sentenciado a pena de muerte y por orden expresa de Adolf Hitler el mariscal fue  ahorcado desnudo con una cuerda de piano ese mismo día, en la prisión de Plötzensee en Berlín.